# Gotarces I de Partia
Gotarces I o Arsaces XIII fue un rey de Partia que reinó del 91 al 87 a. C.. Hijo de Mitrídates II de Partia, fue nombrado Sátrapa de Sátrapas durante el reinado de su padre. Su reinado coincide con la llamada Época oscura del Imperio parto.
Recibió el trono en un momento de guerra civil contra Sinatruces, primo de Gotarces I, y que se había levantado en Susa contra Mitrídates II (93 a. C.). Poco antes de la muerte de Mitrídates, Sinatruces había logrado derrotar al rey y hacerse con las regiones centrales del Imperio parto.
Pese a esta situación, Gotarces I, que controlaba Mesopotamia y Media, contó con la ayuda de Tigranes II de Armenia quien había sido rehén muchos años en la corte parta y que casó a su hija Azryazate con el rey parto para sellar su alianza. Sabemos que los reyes partos eran polígamos, Gotarces tuvo por esposas a Ashabatar, Aryazate, Siake o Azate:

1. Βασιλεὑοντος Βασιλέων Άρσακου εὐεργέτου διακίου ἐπιφα-2. νοῦς καί φιλέλληνος ...3. καί γυνικοςα Αρυαζάτης τής  έπικαλουμένη[ς]  4. Αὐτομἀ τής ἐγ βασιλέως μεγάλου Τιγράνου...
Traducción: 1. En el reinado del Rey de Reyes Arsaces, el benefactor, el justo, el glo- 2. rioso y el filoheleno...3. Y Aryazate llamada Autóma, hija del  Gran Rey Tigranes...
Pergaminos de Avroman (encontrados en 1909)

Carecemos de datos sobre el desarrollo de la guerra civil aunque sabemos con certeza que Gotarces I logró expulsar a Sinatruces de su posición en Susa gracias a un monumento de Gotarces en Behistun que describe la victoria del Rey de Reyes sobre su rival
Gotarces I falleció en torno al año 87 a. C. La sucesión en la figura de su hijo Orodes fue usurpada por Mitrídates III, hermano del fallecido rey.  
| Predecesor: Mitrídates II | Rey (Rey de Reyes) de Partia (de la Dinastía Arsácida) 91-87 a. C. En guerra contra Sinatruces (93 a. C.-87 a. C.) | Sucesor: Mitrídates III |